# 프랭크 램지

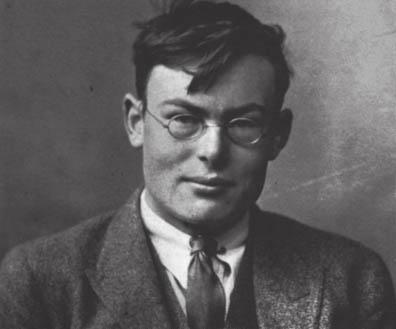
프랭크 P. 램지

프랭크 플럼프턴 램지(영어: Frank Plumpton Ramsey, 1903년 2월 22일 ~ 1930년 1월 19일)는 영국의 철학자, 수학자, 경제학자이다.

## 생애
프랭크 램지는 1903년 2월 22일 케임브리지에서 태어났다. 아버지는 수학자이자 케임브리지 대학교 막달렌 칼리지의 학장이었던 아버지 아서 램지이다. 프랭크 램지 역시 케임브리지 대학교에 진학하여 공부하였다.
램지는 케임브리지에서 만난 루트비히 비트겐슈타인에게 매료되어 절친한 관계가 되었다. 비트겐슈타인이 케임브리지를 떠나서 오스트리아에서 초등학교 교사가 되었을 때 램지는 그를 방문하여 철학에 관한 토론을 나누기도 했다. 램지는 비트겐슈타인의 《논리철학 논고》의 영어판 번역자이기도 하다.

## 업적
논리학자로서 프랭크 램지의 업적으로는 진리론에 관한 축소주의 이론(deflationary theory) 등이 있다. 이는 임의의 명제를 참이라고 주장하는 서술에서 '참'이라는 서술은 불필요하다는 주장으로 예컨대 "눈은 하얗다는 것은 참이다"와 같은 문장에서 대등한 논리값이 중복되어 나타나고 있으므로 "~는 참이다"의 부분이 생략되어 "눈은 하얗다"로 축약될 수 있다는 주장이다. 즉 "언어적 혼동"을 막기 위해서 이러한 구조의 문장은 두 단계로 분리하여 해석하여야 함을 지적하였다. 과잉주의 이론(redundancy theory)라고도 한다. 이후 윌러드 콰인 등에 의하여 재주장되었다.
또한 조합론과 연관된 램지 이론의 창안자 중 하나로, 그래프의 색칠 문제에 관한 정리인 램지의 정리를 발표하였다. 이외에 경제학에 관한 유명한 3편의 논문을 서술하였다.

## 같이 보기
- 램지 이론
- 루트비히 비트겐슈타인